# Карен Блек
Карен Бланш Зіґлер (англ. Karen Blanche Ziegler), у шлюбі Блек (англ. Karen Black; 1 липня 1939, Парк-Рідж — 8 серпня 2013, там само) — американська акторка, сценаристка, співачка та композиторка, захисниця прав тварин. Номінантка премії «Оскар», володарка двох «Золотих глобусів».

## Біографія
Карен Бланш Зіглер народилася у передмісті Чикаго 1939 року в родині Ельзи та Нормана Зіглера. Її старша сестра, Гейл Браун, також стала акторкою, відомою насамперед ролями на телебаченні. У п'ятнадцятирічному віці вона вступила до Північно-західного університету в Еванстоні, де навчалася два роки. Потім перебралася до Нью-Йорка, де дебютувала на театральних підмостках Бродвею.
1960 року одружилася з Чарльзом Блеком.
1959 року дебютувала у кіно. У ті роки Карен Блек з'явилася у ряді успішних голлівудських картин, серед яких «Безтурботний їздець» (1969), «Аеропорт 1975» (1975), «День сарани» (1975), «Сімейна змова» (1975), «Нешвілл» (1975) і «Спалені приношення» (1976). 1970 року роль у фільмі «П'ять легких п'єс» принесла їй номінацію на «Оскар», а також премію «Золотий глобус». Через п'ять років вона знову стала володаркою «Золотого глобуса» за роль у фільмі «Великий Гетсбі». Блек часто виступала як співачка та композиторка у фільмах, де сама знімалася. Незважаючи на ролі в успішних фільмах 1970-х років, надалі акторка перемістилася на другосортні ролі у малопримітних фільмах.
Карен Блек була у чотирьох шлюбах. У 1970-х роках вона вступила до лав саєнтологів, де активно брала участь до кінця життя.
Померла 8 червня 2013 року у Чикаго від раку шлунка на 75-му році життя.

## Фільмографія
| Рік  |   | Українська назва                                        | Оригінальна назва                                 | Роль                |
| ---- | - | ------------------------------------------------------- | ------------------------------------------------- | ------------------- |
| 1967 | с | Велика долина                                           | The Big Valley                                    | Карла               |
| 1969 | ф | Безтурботний їздець                                     | Easy Rider                                        | Карен               |
| 1970 | ф | П'ять легких п'єс                                       | Five Easy Pieces                                  | Рейетт Дигесто      |
| 1971 | ф | Народжений перемагати                                   | Born to Win                                       | Парм                |
| 1974 | ф | Великий Гетсбі                                          | The Great Gatsby                                  | Міртл Вілсон        |
| 1974 | ф | Аеропорт 1975                                           | Airport 1975                                      | Ненсі Пріор         |
| 1975 | ф | Нешвілл                                                 | Nashville                                         | Конні Вайт          |
| 1976 | ф | Сімейна змова                                           | Family Plot                                       | Френ                |
| 1976 | ф | Спалені приношення                                      | Burnt Offerings                                   | Меріан Рольф        |
| 1978 | ф | Козеріг один                                            | Capricorn One                                     | Жюлі Дрінквотер     |
| 1978 | ф | Хвала жінці                                             | In Praise of Older Women                          | Maya                |
| 1979 | ф | Риба-вбивця                                             | Killer Fish                                       | Кейт Невілл         |
| 1982 | ф | Повертайся о п'ятій і десятій, Джиммі Діне, Джиммі Діне | Come Back to the 5 & Dime, Jimmy Dean, Jimmy Dean | Джоанна             |
| 1984 | ф | Ріж та біжи                                             | Cut And Run                                       | Карін               |
| 1986 | ф | Прибульці з Марса                                       | Invaders From Mars                                | Лінда Магнуссон     |
| 1986 | с | Вона написала вбивство                                  | Murder, She Wrote                                 | доктор Сільвія Данн |
| 1987 | ф | Воно живе 3: Острів живих                               | It's Alive III: Island of the Alive               | Еллен Джарвіс       |
| 1989 | ф | Гомер та Едді                                           | Homer and Eddi                                    | епізод              |
| 1990 | ф | Дзеркало                                                | Mirror, Mirror                                    | Сьюзен Гордон       |
| 1992 | ф | Хлопчисько — подвійний агент                            | The Double O Kid                                  | місіс Елліот        |
| 1992 | ф | Остаточний вирок                                        | Final Judgement                                   | місіс Соррель       |
| 1996 | ф | Діти кукурудзи 4: Збір врожаю                           | Children Of The Corn IV: The Gathering            | Джун Роудс          |
| 1998 | ф | Я прокинувся рано в день моєї смерті                    | I Woke Up Early the Day I Died                    | жінка з батогом     |
| 2001 | ф | Хранитель душ                                           | Soulkeeper                                        | Чудова Березень     |
| 2001 | ф | Джипсі 83                                               | Gypsy 83                                          | Бембі Лебліх        |
| 2002 | ф | Техносекс                                               | Teknolust                                         | Брудний Дік         |
| 2002 | ф | Прокляття золотої шахти                                 | Curse of the Forty-Niner                          | тітка Неллі         |
| 2003 | ф | Будинок 1000 трупів                                     | House of 1000 Corpses                             | Файрфлай            |
| 2005 | ф | Доктор Пекло                                            | Dr. Rage                                          | Моллі               |
| 2006 | ф | Голлівудські мрії                                       | Hollywood Dreams                                  | Луна                |
| 2008 | ф | Акварелі                                                | Watercolors                                       | місіс Мартін        |
| 2008 | ф | Зараження                                               | Contamination                                     | Мевіс               |
| 2011 | ф | Листи Великої Людини                                    | Letters from the Big Man                          | знайома Шона        |
| 2013 | ф | Уга Буга                                                | Ooga Booga                                        | місіс Еллардайс     |

## Нагороди
- «Золотий глобус»

1970 — «Найкраща акторка другого плану» («П'ять легких п'єс»)
1974 — «Найкраща акторка другого плану» («Великий Гетсбі»)